# Max Lorenz (football)
Pour l’article homonyme, voir Max Lorenz.
Max Lorenz, né le 19 août 1939 à Brême, est un footballeur allemand des années 1960-1970.

## Biographie
En tant que milieu de terrain, Max Lorenz est international allemand à dix-neuf reprises (1965-1970) pour un but inscrit. Il fait partie des joueurs sélectionnés pour la Coupe du monde de football de 1966, mais il ne joue aucun match. L'Allemagne termine finaliste de ce tournoi. 
Il inscrit son unique but dans les éliminatoires de la Coupe du monde 1970, contre Chypre à la 39e minute, pour un score final de 12 buts à 0 pour les Allemands. Il participe au mondial mexicain, ne disputant qu'un seul match, en tant que remplaçant de Karl-Heinz Schnellinger lors de la petite finale, contre l'Uruguay. L'Allemagne termine troisième du tournoi.
Il joue dans deux clubs allemands (Werder Brême et Eintracht Braunschweig), remportant une Coupe d'Allemagne en 1961 et une Bundesliga en 1965.

## Palmarès
- Coupe du monde de football
  - Finaliste en 1966
  - Troisième en 1970

- Championnat d'Allemagne de football
  - Champion en 1965
  - Vice-champion en 1968

- Coupe d'Allemagne de football
  - Vainqueur en 1961